# 冷水铺站
冷水铺站位于湖南省怀化市芷江侗族自治县土桥乡，是沪昆铁路上的车站，1972年5月随湘黔铁路芷江段通车而投入运营:271。车站由广州局集团怀化车务段管辖，办理专用线、专用铁路货运业务。另有怀化至新晃的慢车在本站办理通勤业务。

## 概要
冷水铺站原设有3条股道，1999年6月12日至12月26日湘黔铁路复线化时增加1条股道。目前车站仅办理专用线整车发到，货场和320国道1671公里400米处有公路连接，由湖南湘通物流有限公司怀南分公司代办物流服务工作。车站设有通往湖南省储备物资管理局七七二处的专用线。
2005年12月13日凌晨3点54分，怀化东开往施秉的10727次货运列车运行于湘黔线冷水铺至波洲间K494+750M处，与一辆因司机疲劳驾驶而翻下高坎侵入铁路的长油罐车相撞，造成货物列车8节车厢颠覆，造成湘黔铁路中断43个小时。火车司机在事故发生后爬出机车，手拿红旗，朝铁路后方跑去，在距事故现场百余米处拦停了由贵阳开往上海的K112次列车，避免了又一起重大事故发生。
2009年3月12日晚20时38分，7名芷江县上坪中学学生下晚自习后沿铁路步行回家时被通过的货物列车撞上，造成4人死亡、3人受伤，中断沪昆线下行正线行车3小时20分。